# Powiat de Kolno
Le Powiat de Kolno (en polonais : kolneński) est un powiat (district) du Nord-Est de la Pologne, dans la Voïvodie de Podlachie.
Le chef-lieu en est la ville de Kolno.
La population est de 40 955 habitants (2014).
Sa superficie de 939,73 km2, densité de population 42,52 hab./km2.
Préfixe téléphonique : +48 46

## Division administrative

Carte du powiat

Le powiat se divise en 6 communes (gmina) :
- 1 commune urbaine : Kolno ;
- 4 communes rurales : Grabowo, Kolno, Mały Płock et Turośl ;
- 1 commune mixte : Stawiski.